# Jet van Nieuwkerk
Jet van Nieuwkerk (Amsterdam, 1 november 1989) is een Nederlandse presentatrice, gezondheid- en foodjournalist.

## Loopbaan
Van Nieuwkerk publiceerde meerdere boeken over voeding en presenteerde verschillende programma's bij foodzender 24Kitchen. Op de middelbare school leed Van Nieuwkerk aan de eetstoornis orthorexia. Daarnaast was Van Nieuwkerk in 2020 enkele maanden te zien als presentatrice en televisiekok in het Net5-programma Wat eten we?.

## Privéleven
Jet is de dochter van televisiepresentator Matthijs van Nieuwkerk en een zus van filmregisseur Kees van Nieuwkerk.

## Bestseller 60
| Boeken met noteringen in de Nederlandse Bestseller 60 | Jaar van verschijnen | Datum van binnenkomst | Hoogste positie | Aantal weken | Opmerkingen |
| ----------------------------------------------------- | -------------------- | --------------------- | --------------- | ------------ | ----------- |
| Het boek van Jet                                      | 2016                 | 18-05-2016            | 16              | 4            |             |
| Tips van Jet                                          | 2017                 | 18-01-2017            | 36              | 1            |             |
| Op!                                                   | 2022                 | 16-11-2022            | 36              | 1            |             |

## Media
- Lekker Snel! (2Kitchen, 2023)[6]
- Jet Eet Mee (Net5, 2023)[7]
- Wat Eten We? (Net5, 2020)[8]

- Nederlandse Thesaurus van Auteursnamen: 40244048X
- Virtual International Authority File: 310147266684935481204
- WorldCat: E39PBJm4WQjYhcMFm8fTgvpVmd